# Hippocampus denise
Hippocampus denise är en fiskart som beskrevs av Lourie och Randall 2003. Hippocampus denise ingår i släktet Hippocampus och familjen kantnålsfiskar. IUCN kategoriserar arten globalt som otillräckligt studerad. Inga underarter finns listade i Catalogue of Life.